# Генрикув (Свентокшиське воєводство)
Генрикув (пол. Henryków) — село в Польщі, у гміні Малогощ Єнджейовського повіту Свентокшиського воєводства.
Населення — 49 осіб (2011).
У 1975-1998 роках село належало до Келецького воєводства.

## Демографія
Демографічна структура на день 31 березня 2011 року:
|          | Загалом | Допрацездатний вік | Працездатний вік | Постпрацездатний вік |
| -------- | ------- | ------------------ | ---------------- | -------------------- |
| Чоловіки | 26      | 5                  | 19               | 2                    |
| Жінки    | 23      | 7                  | 11               | 5                    |
| Разом    | 49      | 12                 | 30               | 7                    |